# 에리히 마르크스
에리히 마르크스 (1891년 6월 6일 – 1944년 7월 12일)는 제2차 세계 대전 당시 독일군 포병장교였다. 그는 기사철십자훈장과 오크 나뭇잎을 수여받았는데 이것은 용감하게 전투를 이끌었거나, 군사적 지도력을 훌륭하게 보여주었을 때 수훈받는 것이었다. 그는 노르망디 상륙 작전에서 독일군을 이끌다가 전사했다.